# Patka
Pour le village hongrois, voir Pátka.
 (novembre 2023).
Si vous disposez d'ouvrages ou d'articles de référence ou si vous connaissez des sites web de qualité traitant du thème abordé ici, merci de compléter l'article en donnant les références utiles à sa vérifiabilité et en les liant à la section « Notes et références ».

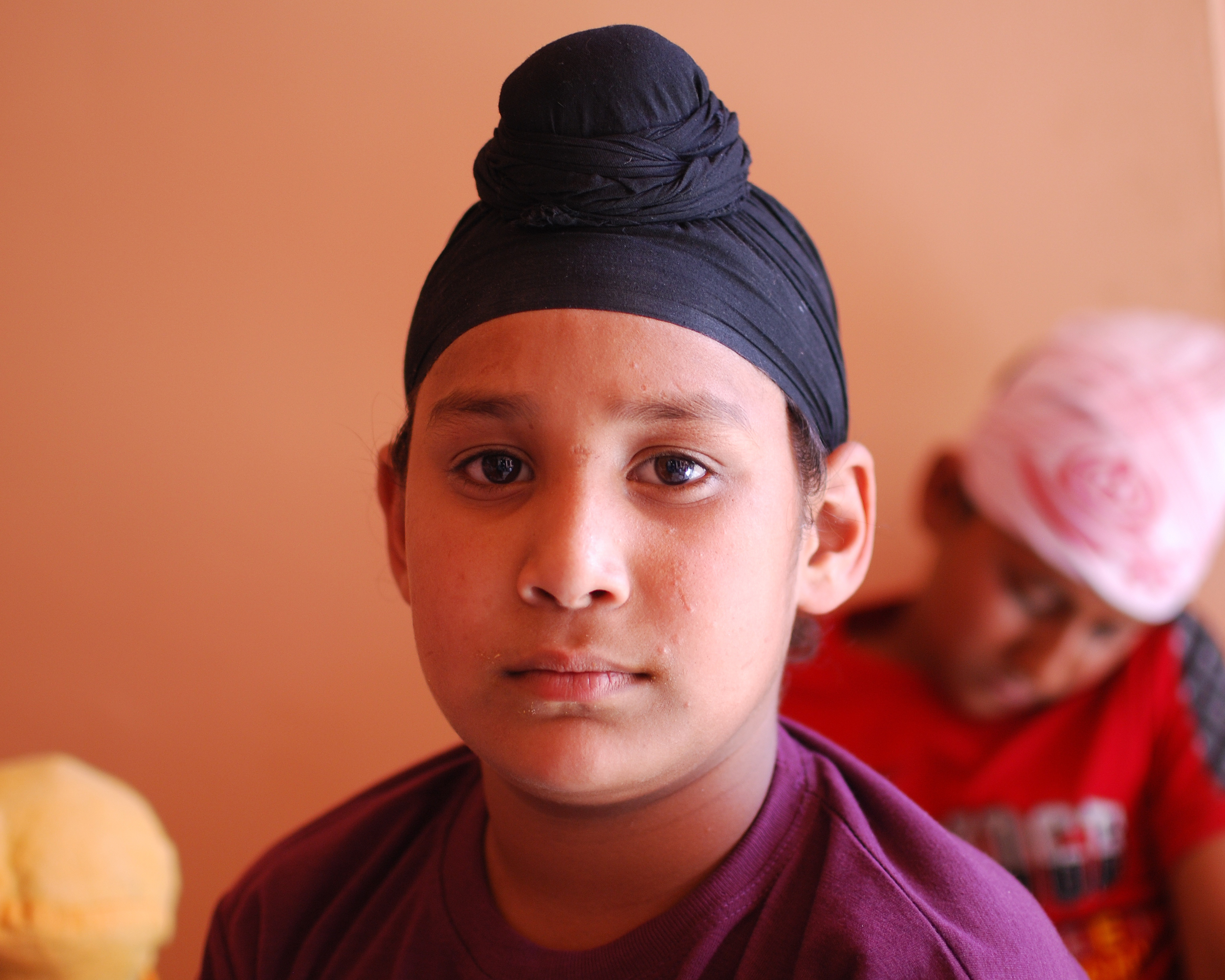
Un jeune sikh avec sur la tête son patka.

Patka est un mot qui dans le sikhisme désigne un morceau de tissu qui vient englober les cheveux sur la tête du croyant. Ne pas se couper les cheveux fait partie des vœux du sikh : les Cinq K.
Le patka vient couvrir les cheveux à la place du turban traditionnel, il est souvent utilisé par les enfants. Il est en coton de couleur noire ou bleue. Il est également porté par de nombreux sikhs adultes comme sous turban afin de fixer la chevelure. Le nom du turban traditionnel est pagn, paging ou dastar